# Canton de Montpezat-de-Quercy
Le canton de Montpezat-de-Quercy est un ancien canton français du département de Tarn-et-Garonne et de la région Midi-Pyrénées.

## Communes
Le canton de Montpezat-de-Quercy comprenait les 6 communes suivantes :
| Nom                             | Code Insee | Intercommunalité        | Superficie (km2) | Population (dernière pop. légale) | Densité (hab./km2) |
| ------------------------------- | ---------- | ----------------------- | ---------------- | --------------------------------- | ------------------ |
| Montpezat-de-Quercy (chef-lieu) | 82131      | CC du Quercy Caussadais | 44,02            | 1 533 (2014)                      | 35                 |
| Puylaroque                      | 82148      | CC du Quercy Caussadais | 35,87            | 677 (2014)                        | 19                 |
| Labastide-de-Penne              | 82078      | CC du Quercy Caussadais | 13,68            | 132 (2014)                        | 9,6                |
| Lapenche                        | 82092      | CC du Quercy Caussadais | 8,11             | 258 (2014)                        | 32                 |
| Montalzat                       | 82119      | CC du Quercy Caussadais | 27,50            | 667 (2014)                        | 24                 |
| Montfermier                     | 82128      | CC du Quercy Caussadais | 6,55             | 103 (2014)                        | 16                 |

## Représentation

### Conseillers généraux de 1833 à 2015
| Période | Période      | Identité                    | Étiquette    | Qualité |
| ------- | ------------ | --------------------------- | ------------ | --- |
| 1833    | 1848         | Xavier Depeyre              |              | Médecin, maire de Montpezat-de-Quercy                                                                              |
| 1848    | 1874         | Jean-Etienne-Amédée Depeyre |              | Juge de paix, Maire de Montpezat-de-Quercy (1867-1869)                                                             |
| 1874    | 1892         | Barthélemy Arnault          | Conservateur | Professeur d'économie politique à Toulouse Député (1885-1889)                                                      |
| 1892    | 1904         | Henri Meuret                | Rad.         | Maire de Montpezat-de-Quercy                                                                                       |
| 1904    | 1910         | Étienne Depeyre             | Conservateur | Avocat |
| 1910    | 1917         | Henri Meuret                | Rad.         | Maire de Montpezat-de-Quercy                                                                                       |
| 1917    | 1924 (décès) | François Balmary            | RG           | Ancien Procureur de la République Président du Conseil Général                                                     |
| 1924    | 1940         | Albert Daille               | Rad.         | Professeur à l'Ecole nationale vétérinaire de Toulouse Député (1933-1941) Maire de Montpezat-de-Quercy (1925-1942) |
|         |              |                             |              | |
| 1945    | 1978 (décès) | Maurice Dablanc             | MRP puis CD  | Maire de Montpezat-de-Quercy (1947-1977)                                                                           |
| 1977    | 2015         | Raymond Massip              | PRG          | Directeur d'école Maire de Montpezat-de-Quercy (1977-2014) Suppléant du député Roland Garrigues (1997-2002)        |

### Conseillers d'arrondissement (de 1833 à 1940)
| Période                                  | Période | Identité            | Étiquette                | Qualité |
| ---------------------------------------- | ------- | ------------------- | ------------------------ | --- |
| 1833                                     | 1836    | Marc Antoine Pecoul |                          | Ancien notaire, maire de Montpezat (1830-1835)                                                              |
|                                          |         |                     |                          | |
|                                          | 1885    | Jules Darnis        |                          | Notaire à Montpezat                                                                                         |
|                                          |         |                     |                          | |
| 1895                                     |         | M. Tressens         | Républicain progressiste | |
|                                          |         |                     |                          | |
| 1913                                     |         | M. Bonnays          | RG                       | |
|                                          |         |                     |                          | |
| 1931                                     | 1940    | Ferdinand Birou     | Radical                  | Propriétaire à Montpezat                                                                                    |
| 1940                                     |         |                     |                          | Les conseils d'arrondissement ont été suspendus par la loi du 12 octobre 1940 et n'ont jamais été réactivés |
| Les données manquantes sont à compléter. |         |                     |                          | |

## Démographie
| 1962  | 1968  | 1975  | 1982  | 1990  | 1999  | 2006  | 2011  | 2012  |
| ----- | ----- | ----- | ----- | ----- | ----- | ----- | ----- | ----- |
| 3 392 | 3 282 | 3 043 | 3 041 | 2 961 | 2 896 | 3 012 | 3 260 | 3 291 |